# Rođenje (album)
Rođenje treći je studijski album zagrebačkog rock glazbenika Drage Mlinarca, koji izlazi u ožujku 1975.g. U jesen 1974. Mlinarec nastupa po studentskim domovima s glazbenicima Nevenom Frangešom, Davorom Rokom i Draganom Brčićem, a sastav se zove "Dijete Zvijezda". S ovom postavom glazbenika uz pomoć Husa, Nenada Zubka i Jurice Pađena snima album Rođenje. Materijal na albumu se sastoji od nekih njegovih ključnih skladbi "Helena lijepa i ja u kiši", "Pjesma o djetinjstvu" i "Kule od riječi", a nalazi se i skladba "Jur nijedna na svit vila" koja nastaje po tekstu hrvatskog pjesnika i dramatika Hanibala Lucića. Ovim albumom Mlinarec započinje suradnju s Nevenom Frangešom, koji je producent materijala, a suradnja će se nastaviti i na sljedećem izdanju. Na albumu se nalazi šest skladbi, a objavljuje ga diskografska kuća Jugoton.

## Popis pjesama
1. "Rođenje/Helena lijepa i ja u kiši (16:46)
2. "Pjesma o djetinjstvu (2:39)
3. "Kule od riječi (3:28)
4. "Jur nijedna na svit vila (3:18)
5. "Pjesma povratnika (4:49)
6. "Tema iz 'Pozdrava' (4:27)

## Izvođači
- Drago Mlinarec - vokal, akustična gitara, usna harmonika
- Neven Franges - pianino
- Davor Roko - klavijature
- Dragan Brcic - bubnjevi, udaraljke
- Husein Hasanefendic - električna gitara
- Nenad Zubak - bas-gitara
- Jura Padjen - gitara

## Vanjske poveznice
- Diskografija Drage Mlinarca